# 제프리 존스 (변호사)
제프리 존스(Jeffrey D. Jones, 1952년 6월 7일 ~ )은 미국의 국제 변호사이다. '파란 눈의 한국인'이라는 별명을 가지고 있을 정도로 한국을 잘 알고, 한국어가 유창하다. 1998년부터 2002년까지 주한 미국상공회의소(AMCHAM Korea)의 회장직을 역임하였다. 2015년부터 재단법인 한국로날드맥도날드하우스의 회장으로 취임하여 한국 어린이 복지를 위해 활발한 사업을 진행하고 있다. 재단법인 한국로날드맥도날드하우스는 62개국에 지부를 두고있는 글로벌 비영리 재단이다. 

## 학력
- 브리검영 대학교(BYU) 학사
- 브리검영 대학교 로스쿨 법무박사(J.D.) 졸업

## 경력
- 1971년 예수 그리스도 후기성도 교회 한국 선교사
- 1978년 Baker & McKenzie 법률사무소 변호사
- 1980년 김앤장 법률사무소 변호사
- 1998년~2002년 주한 미국상공회의소 회장
- 2000년 미래의동반자재단 (美상공회의소 설립 비영리재단) 이사장
- 2003년 4월 정부규제개혁위원회 민간위원
- 2003년 경기도 영어문화원 원장
- 2015년 (재)한국로날드맥도날드하우스 회장

### 기타
- 포스코 사외이사
- 한국관광공사 이사
- 서울시외국인투자 자문위원
- 전국경제인연합회 국제협력위 자문위원
- 동북아경제중심추진위원회 위원
- 산업자원부 외국인투자자문위원
- 중소기업정책 자문위원
- 제주도 국제자유도시지원위원회 위원

## 수상
- 1999년 산업자원부 동탑훈장

## 저서
- 나는 한국이 두렵다

## 같이 보기
- 하일(로버트 할리) - 브리검영 대학교 동문
- 이참(베른하르트 크반트)
- 모모세 다다시
- 이다 도시